# Podostyela
Podostyela is een monotypisch geslacht van zakpijpen (Ascidiacea) uit de familie Styelidae en de orde Stolidobranchia.

## Soorten
- Podostyela grynfeltti Harant & Vernières, 1933